# 明道加斯·庫普沙斯
明道加斯·庫普沙斯（1991年4月9日—）為立陶宛男子籃球運動員，場上位置為中鋒，現效力於立陶宛籃球聯賽希奧利艾。

## 職業生涯
2018年5月底，庫普沙斯與全国男子篮球联赛重庆玲珑轮胎簽約。庫普沙斯代表重庆玲珑轮胎出賽28場，場均可貢獻21.3分、12.4籃板、2.3阻攻。
2021年8月11日，《Basketnews.lt》報導指庫普沙斯已與T1聯盟高雄海神完成簽約，2021-22賽季庫普沙斯會先效力立陶宛籃球聯賽尤文圖斯。10月1日，高雄全家海神宣布庫普沙斯加盟事宜，中文登錄名為「庫薩斯」。庫普沙斯總計替尤文圖斯出賽6場，場均表現為12.2分、3.8籃板、0.8助攻、0.8抄截。
2022年3月7日，庫普沙斯獲選為T1聯盟2021-22賽季2月最佳外援。該賽季庫普沙斯場均可替球隊挹注23.3分、14.2籃板、1.6助攻、1抄截、1.9阻攻。6月30日，庫普沙斯入選該賽季年度防守第一隊。7月20日，高雄全家海神宣布與庫普沙斯完成續約。
2023年4月26日，庫普沙斯因左腳傷勢決定返國治療，不會參與季後賽，庫普沙斯留下場均21.1分、11.8籃板、2.4助攻、1.2阻攻的數據。8月6日，高雄全家海神宣布與庫普沙斯完成續約。
2024年2、3月，庫普沙斯出賽6場繳出場均26.2分、11.3籃板、2.7助攻、2.2阻攻的表現，在4月9日獲選T1聯盟2023-24賽季2、3月最佳洋將。2023-24賽季庫普沙斯以場均1.7阻攻的表現拿下阻攻王，並再次入選年度防守第一隊、獲選年度最佳防守球員。6月26日，庫普沙斯與全国男子篮球联赛合肥狂风峻茂完成簽約。6月27日，庫普沙斯與立陶宛籃球聯賽希奧利艾簽訂一年合約。庫普沙斯代表合肥狂风峻茂出賽六場，總計攻下44分、48籃板、8助攻、1抄截、2阻攻。

## 國家隊生涯
2011年庫普沙斯代表立陶宛參加2011年歐洲U20籃球錦標賽。2011年代表立陶宛參加世大運男籃賽，最終幫助立陶宛取得第3名。

## 生涯數據

### T1聯盟
例行賽
| 賽季    | 球隊         | GP | MPG   | 2P%  | 3P% | FT%  | RPG  | APG | SPG | BPG | PPG  |
| ------- | ------------ | -- | ----- | ---- | --- | ---- | ---- | --- | --- | --- | ---- |
| 2021–22 | 高雄全家海神 | 28 | 33:22 | 63   | 0   | 78.1 | 14.3 | 1.6 | 1   | 1.9 | 23.3 |
| 2022–23 | 高雄全家海神 | 22 | 32:18 | 54.1 | 0   | 75.3 | 11.8 | 2.4 | 1.0 | 1.2 | 21.1 |

季後賽
| 賽季 | 球隊         | GP | MPG   | 2P%  | 3P% | FT%  | RPG | APG | SPG | BPG | PPG  |
| ---- | ------------ | -- | ----- | ---- | --- | ---- | --- | --- | --- | --- | ---- |
| 2022 | 高雄全家海神 | 2  | 34:03 | 62.5 | 0   | 91.7 | 5   | 2   | 1.5 | 1.5 | 25.5 |

## 外部連結
- 明道加斯·庫普沙斯的Facebook專頁
- 明道加斯·庫普沙斯的Instagram帳戶
- 明道加斯·庫普沙斯在fiba.basketball（英语）
- 明道加斯·庫普沙斯在archive.fiba.com（存檔）（英语）
- 明道加斯·庫普沙斯在歐洲籃球聯賽（英语）
- 明道加斯·庫普沙斯在VTB聯賽（英语）
- 明道加斯·庫普沙斯在Basketball-Reference.com（國際）（英语）
- 明道加斯·庫普沙斯在Eurobasket.com（球員）（英语）
- 明道加斯·庫普沙斯在Proballers（英语）
- 明道加斯·庫普沙斯在RealGM（英语）
- 明道加斯·庫普沙斯在Flashscore（英语）